# De Savaan (Volkswoningen)
De Savaan (Volkswoningen) – osada (buurt) w dzielnicy Groot Piscadera, miasta Willemstad, w dystrykcie Willemstad, w kraju autonomicznym Curaçao, należącym do Holandii, w Ameryce Południowej. 20 października 2023 r. liczyła 902 mieszkańców. Pod względem powierzchni jest najmniejszą osadą w dzielnicy, natomiast pod względem liczby mieszkańców - największą.